# إشاعة

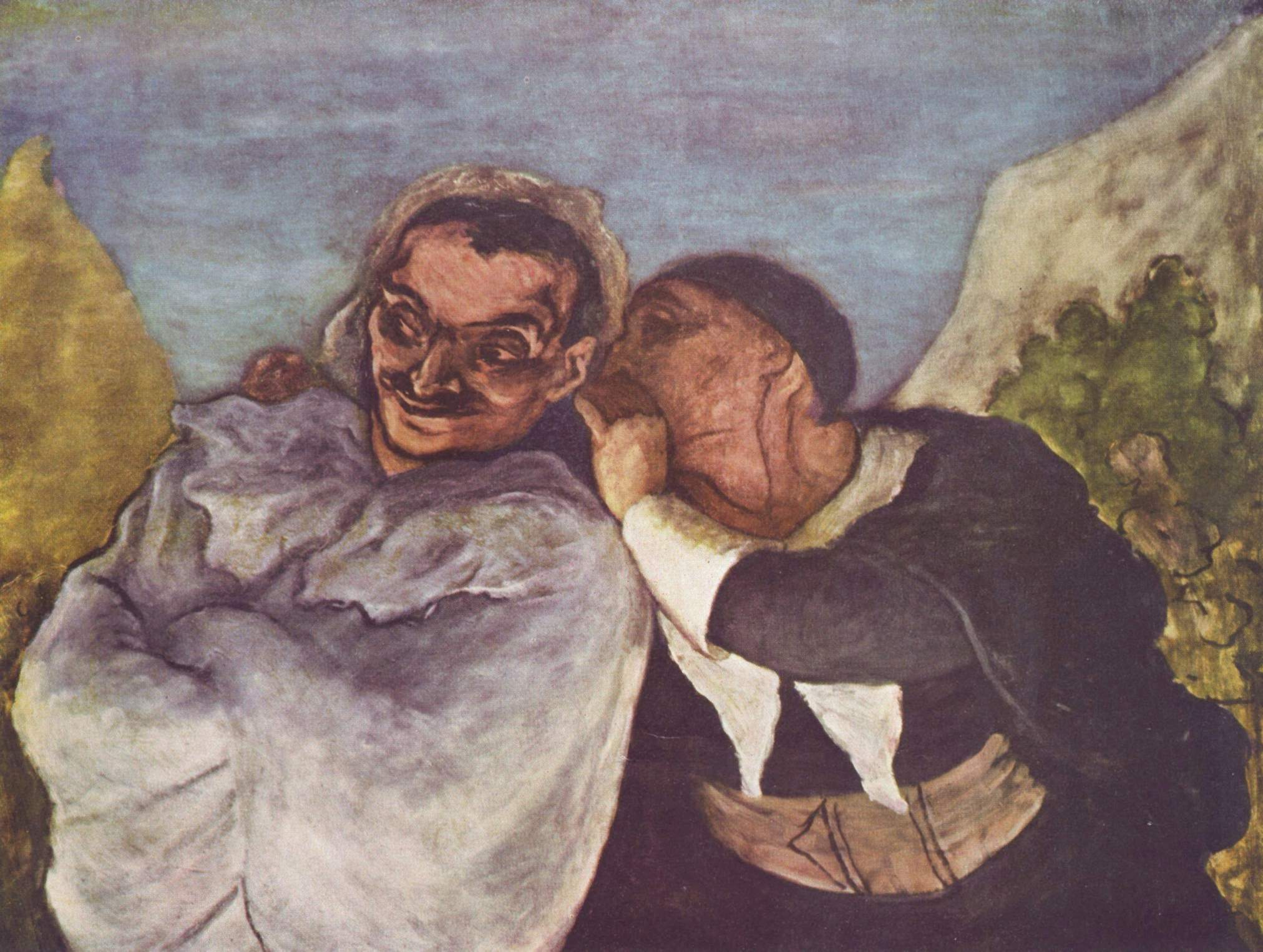
صورة فنية تمثل شخص ينشر شائعة

الإشاعة هي خبر أو مجموعة أخبار زائفة تنتشر في المجتمع بشكل سريع و تُتداول بين العامة ظناً منهم على صحتها. دائماً ما تكون هذه الأخبار شيقة و مثيرة لفضول المجتمع والباحثين و تفتقر هذه الإشاعات عادةً إلى المصدر الموثوق الذي يحمل أدلة على صحة 
الأخبار. وتمثل هذه الشائعات جُزءاً كبيراً من المعلومات التي نتعامل معها. في احصائية أن 70% من تفاصيل المعلومة يسقط في حال تنقلنا من شخص إلى شخص حتى وصلنا الخامس أو السادس من مُتاواتري المعلومة ! .

## الهدف من إثارة الشائعات
لإثارة الإشاعات أهداف ومآرب، تتنوع هذه الأهداف تماشياً مع مبتغيات مثيروها، فمنها ما هو ربحي ( مادي ) كما حصل في عام 2009 عندما تفجرت إشاعة مدوية في السعودية باحتواء مكائن الخياطة سنجر على مادة الزئبق الأحمر , مما أدى إلى وصول أسعار هذه الخُرد إلى مئات الآلاف من الريالات !. ومن الإشاعات أيضاً ما يكون خلفه أهداف سياسية وعادةً ما تحصل هذه الإشاعات في الحروب أو في الحالات الأمنية غير الاعتيادية، وتهدف هذه الاشاعات إلى تسبيب ربكة في الطرف المعني بالإشاعة كما حصل في الثورة الليبية لمعمر القذافي مثلاً عندما شاعت شائعة قوية بهروبه من ليبيا فاضطر للتصوير من أمام سيارته ليثبت للناس أنه ما زال موجوداً في ليبيا. أيضاً اللعب واللهو هو من أهداف مُثيري الشائعات، والشائعات التي تقوم على هذا المبدأ عادةً ما تحوم حول المشاهير كوفاة لاعب أو حدوث حادث لفنانة وغيره من الشائعات. من الشائعات من يصنعها المجتمع بنفسه خصوصاً للأمور المزمع أو المترقب حدوثها وذلك بكثرة ترديدها و السؤال عنها تنخلق شيئاً فشيئاً هذه الشائعات.

## سبب انتشار الشائعات
يرجع البعض أيضاً أسباب ترديد الشائعات إلى: انعدام المعلومات، وندرة الأخبار بالنسبة للشعب، ومن هنا ينادون بضرورة تزويد الشعب بجميع الأخبار التفصيلية والدقيقة الممكنة حتى يكون على بينة مما يدور حوله من أحداث وأعمال تؤثر على حياته ومستقبله. كما أن الشائعات تنتشر بصورة أكبر في المُجتمعات غير المُتعلمة أو غير الواعية، وذلك لسهولة انطلاء الأكاذيب عليهم، و قلما يُسأل عن مصدر لتوثيق ما يُتداول من معلومات، فالمجتمع الجاهل يكون بيئة خصبة ومناسبة لإراجة الشائعات. أيضاً عدم وجود الطرف المخول بالرد على شائعة مُعينة يزيد لهيبها ويبعد عنها الشكوك والأقاويل. في نفس الإيطار نجد أن انتشار وسائل الاتصالات الحديثة تُعد سبب هام في انتشار الشائعات فهي تقوم بنشر كم هائل جداً من المعلومات في وقت يسير جداً وبكل يسر وسهولة.

## قانون الشائعات
إن انعدام الأخبار وندرتها ليس بكاف لترويج الشائعة، وانما هناك عوامل وشروط أخرى لابد من وجودها لتهيئ ظروف خلق الشائعة وترويجها. من ضمنها وأهمها توافر هذان العاملان؛ الأهمية، والغموض. والمقصود هنا؛ أهمية الموضوع بالنسبة للأفراد المعنيين وغموض الأدلة الخاصة بموضوع الشائعة. وغالباً أيضاً ما نجد الشائعة تحتوي على جزء صغير من الأخبار أو الحقائق، ولكن عند ترويجها تُحاط بأجزاء خيالية بحيث يصعب فصل الحقيقة عن الخيال، أو يصعب التعرف على الحقيقة من الخيال.
لقد حاول كل من ألبورت وبوستمان أن يضعا قانوناً أساسياً للشائعة في شكل معادلة جبرية، ووصلا إلى أنه من الممكن وضع معادلة عن شدة الشائعة على النحو التالي:
شدة الشائعة= الأهمية * الغموض 

## تصنيف الشائعات
قامت محاولات عدة من جانب كثير من الباحثين لتصنيف الشائعات. واختلفوا حول الأسس التي يبنى عليها التقسيم. فالعلاقات الاجتماعية بين الناس متشابكة، والدوافع الذاتية متباينة من مجتمع لآخر. ومن هنا نرى أن من الصعب اقترح تصنيف عام للشائعات بحيث يمكن تطبيقه على أي مجتمع، أو ليكون قاعدة عملية يعول عليها حتى وإن أعطى للباحث أو الدارس الخيوط التي تساعده في تفهم الموضوع. ذلك لاختلاف الزاوية التي يقف عندها الباحثون دائماً. فقد يكون مثار الاهتمام الموضوع الذي تعالجة القصة الشائعة، أو الدافع الذي ورائها، أو معيار الزمن، أو الآثار الاجتماعية في الشعب سواء كانت: ضارة، أو مفيدة، أو سلبية.
لقد حاول بيساو أن يستخدم معيار الوقت في تصنيفه للشائعات وقسمها إلى ثلاثة أنواع:

### الشائعة الزاحفة
وهي التي تروج ببطء ويتناقلها الناس همساً وبطريقة سرية تنتهي في آخر الأمر إلى أن يعرفها الجميع. أن هذا النوع من الشائعات يتضمن تلك القصص العدائية التي توجه في مجتمعنا ضد رجال الحكومة والمسئولين لمحاولة تلطيخ سمعتهم، وكذلك تلك القصص الزائفة التي تروج لعرقلة أي تقدم: اقتصادي، أو سياسي، أو اجتماعي، ويدخل في ذلك ما يقوم به المروجون من نشر تنبؤات بوقوع أحداث سيئة تمس هذه الموضوعات. ويقوم مروجو هذا النوع من الشائعات بنسخ سلسلة لا تنتهي من القصص ويستمرون في العمل على تغذيتها واستمرار نشرها.

### شائعات العنف
وهي تتصف بالعنف، وتنتشر انتشار النار في الهشيم، وهذا النوع من الشائعات يغطي جماعة كبيرة جداً في وقت بالغ القصر. ومن نمط هذا النوع تلك التي تروج عن الحوادث والكوارث أو عن الانتصارات الباهرة أو الهزيمة في زمن الحرب. ولأن هذه الشائعة تبدأ بشحنة كبيرة فانها تثير العمل الفوري لأنها تستند إلى العواطف الجياشة من: الذعر، والغضب، والسرور المفاجئ.

### الشائعات الغائصة
وهي التي تروج في أول الأمر ثم تغوص تحت السطح لتظهر مرة أخرى عندما تتهيأ لها الظروف بالظهور، ويكثر هذا النوع من الشائعات في القصص المماثلة التي تعاود الظهور في كل حرب و التي تصف وحشية العدو وقسوته مع الأطفال والنساء.

## خطر الشائعات على المجتمعات
للشائعات آثار نفسية وحسية بالغة فبمقدورها القضاء على مجتمعات كاملة في حين أنها لم تُواجه من قِبل الأطراف الواعية، وتزداد خطورتها إذا كانت هُناك جهة ما تُزيد أسعار نار الشائعة طلباً لمُبتغياتها، فالشائعة ببساطة تجعل من الصواب خطأ ومن الخطأ صواب وقد يدعمها أحياناً بعض الوجهاء ورجال الدين، وبانتشارها وسيطرتها على عقول المجتمع قد تغير في السلوكيات وفي التعاطي مع أمور مُعينة بالنسبة للأفراد، وقد يصعب إبطالها أحياناً لتفشيها في المجتمع وتشرب المجتمع لها.
خلال أزمة كورونا كوفيد 19 انتشرت شائعات روجت لطرق علاجية غير موثوقة وقد تسبب إهمال العلاج الطبي وعدم تلقي اللقاح لتفاقم الحالات وارتفاع عدد الإصابات.

### الشائعات والشغب
على الرغم من أن الحروب وأعمال الشغب والكوارث والأوبئة كلها مدمرة في حد ذاتها، فإن دمارها يشتد إذا أضيفت إليها الشائعات. وإن كنا لا نستطيع أن ندعي أن الشائعة هي السبب الوحيد أوالأصلي للشغب، إلا أن الشائعات تلعب دوراً مسانداً هاماً فيها.
إن عند حدوث الشغب تروج الشائعات أسرع من رواجها في أي وقت آخر، وهي تعكس التعصب الشديد، وأحياناً تكون كلها وليدة الخيال، فتروج الشائعات عمليات تعذيب وقتل وتلبس ثوباً جنونياً يتفق ويبرز العنف الذي يحدث ويسرع في عملية الانتقام.

### الشائعات والفكاهة
هناك علاقة بين الشائعة والفكاهة، وبالرغم من أن الشائعة عبارة عن قضية مطروحة للتصديق، وتنشر مبسطة يستسيغها الناس، فإن هناك كثيراً من القصص تنتشر على أنها شائعات وتكون من وحي الخيال الصرف. ولاتستهدف أكثر من الضحك.

## أثر الشائعات على الروح المعنوية
الشائعة في مضمونها تلعب دوراً كبيراً في التأثير على معنويات الشعب، وإن اختلفت درجة تأثيرها تبعاً لنوعها والدوافع التي تكمن خلفها.

## علاج الشائعات
للحكومة والأفراد حلول لمواجهة خطر الشائعات سواء النفسية أو الحسية:
- المنطقية في التعامل مع الأخبار.
- التأكد من المصدر خصوصاً مع الأخبار الحساسة و المهمة.
- التوعية، ومحاربة الصفحات و المنتديات التي تنشر ( تنسخ وتلصق ) أخبار بلا مصادر.
- الشفافية و النزاهة في تناول الأحداث بما يضيق الخناق على مروجي الاشعات و الاصطياد في الماء العكر

## السيطرة على الشائعات
بوجه عام فإن النقاط والقواعد التالية التي تقوم في الواقع على ملاحظات فنية يمكن الاسترشاد بها في السيطرة على الشائعات، وسيجد الذين يحاولون محاربة الشائعات فائدة كبيرة في اتباعها:
1. الإيمان والثقة بالبلاغات الرسمية، إذ انه لو فقدت الجماهير الثقة في هذه البلاغات فإن الشائعات تأخذ في الانتشار.
2. عرض الحقائق على أوسع مدى، ويجب أن تستغل الصحافة، والإذاعة والتليفزيون في تقديم أكثر ما يمكن من الأنباء، مع حذف التفاصيل التي قد ينتفع منها العدو. إن الناس تريد الحقائق فإذا لم يستطيعوا الحصول عليها فإنهم يتقبلون الشائعات.
3. الثقة في القادة والزعماء أمر جوهري في مقاومة الشائعات، فقد يتحمل الناس الرقابة على النشر أو نقص المعلومات، بل قد يحسون أن ما يسمعونه ليس إلا أكاذيب غير صحيحة إذا ما كانت لديهم ثقة بقادتهم. وفي مثل هذه لأحوال يكون لدى الناس الوعي الكافي لإدراك أسباب نقص المعلومات التي لو نشرت قد تفيد العدو.
4. إن الملل والخمول ميدان خصب لخلق الشائعات وترويجها، فالعقول الفارغة يمكن أن تمتلئ بالأكاذيب، والأيدي المتعطلة تخلق ألسنة لاذعة. لذا فإن العمل والإنتاج وشغل الناس بما يعود عليهم بالنفع يساعد إلى حد كبير في مقاومة الشائعات.
5. غالباً ما تكون الشائعات الهجومية المسمومة نتيجة دعاية العدو، أما من يقوم بترويجها فهم أولئك الذين يُعتبرون أعداء للوطن. ولذا فإن النجاح في كشف دعاية العدو بطريقة سهلة واضحة ومحاربة مروج الشائعات بكل وسيلة لهما دعامتان أساسيتان يرتكز عليها تخطيط مقاومة الشائعات.